# Krónikus fáradtság szindróma
A krónikus fáradtság szindróma/mialgiás encephalomyelitis (CFS/ME) egy rokkantságot okozó krónikus betegség. A CFS/ME-ben szenvedők mély fáradtságot tapasztalnak, amely pihenéssel sem múlik el, valamint alvászavarokat, memória- vagy koncentrációzavarokat. A jellemző tünet a terhelés utáni rossz közérzet (PEM), a betegség súlyosbodása, amely akár azonnal, akár órákkal, napokkal kisebb fizikai vagy szellemi aktivitás után is elkezdődhet. Ez az „összeomlás” óráktól vagy napoktól több hónapig is eltarthat. További gyakori tünetek közé tartozik a szédülés vagy ájulás felálláskor, valamint a fájdalom.
A betegség oka ismeretlen. A CFS/ME gyakran fertőzés, például mononukleózis után kezdődik. Családon belül is öröklődhet, de a CFS/ME-hez hozzájáruló géneket még nem erősítették meg. A CFS/ME az ideg- és immunrendszer, valamint az energiatermelés változásaival jár. A diagnózis jellegzetes tüneteken és differenciáldiagnózison alapul, mivel nem áll rendelkezésre diagnosztikai teszt, például vérvizsgálat vagy képalkotó eljárás.
A CFS/ME tünetei néha kezelhetők, és a betegség idővel javulhat vagy súlyosbodhat, de a teljes felépülés ritka. Az állapot kezelésére nincsenek jóváhagyott terápiák vagy gyógyszerek, és a kezelés célja a tünetek enyhítése.  A tevékenységek ütemezése segíthet elkerülni a tünetek súlyosbodását, a tanácsadás pedig segíthet a betegséggel való megbirkózásban. A COVID-19 világjárvány előtt a CFS/ME 1000 emberből kettőt-kilencet érintett, a definíciótól függően. Sokan azonban megfelelnek a CFS/ME diagnosztikai kritériumainak a hosszú COVID-19 kialakulása után. A CFS/ME gyakrabban fordul elő nőknél, mint férfiaknál. Gyakoribb a középkorúaknál, de minden korban előfordulhat, beleértve a gyermekkort is.
A CFS/ME-nek nagy társadalmi és gazdasági hatása van, és a betegség társadalmilag elszigetelő lehet. Az érintettek körülbelül negyede nem tudja elhagyni az ágyát vagy otthonát.3  A CFS/ME-ben szenvedők gyakran szembesülnek megbélyegzéssel az egészségügyi intézményekben, és az ellátást bonyolítják a betegség okával és kezelésével kapcsolatos viták. Az orvosok talán nem ismerik a CFS/ME-t, mivel az orvosi egyetemeken gyakran nem foglalkoznak vele teljes körűen. Történelmileg a CFS/ME kutatási finanszírozása jóval alacsonyabb volt, mint a hasonló hatású betegségeké.

## Okok
A CFS/ME oka még nem ismert. Az esetek 60-80%-a fertőzés, általában vírusfertőzés után kezdődik. Úgy vélik, hogy genetikai tényező is közrejátszik, de nincs ismert egyetlen gén sem, amely a fokozott kockázatért felelős lenne. Ehelyett sok génváltozatnak valószínűleg kis egyéni hatása van, de együttes hatásuk erős lehet. Egyéb tényezők lehetnek az ideg- és immunrendszeri problémák, valamint az energia-anyagcsere. A CFS/ME biológiai betegség, nem pszichológiai állapot, és nem a dekondicionálásnak köszönhető.
A vírusok mellett más jelentett kiváltó okok közé tartozik a stressz, a traumás események és a környezeti expozíciók, például a penészgomba. A bakteriális fertőzések, mint például a Q-láz, további lehetséges kiváltó okok.  A CFS/ME fizikai trauma, például baleset vagy műtét után is előfordulhat. A terhességet az esetek körülbelül 3-10%-ában jelentették kiváltó okként.A CFS/ME több kisebb kiváltó eseménnyel is kezdődhet, amelyet egy végső kiváltó ok követ, ami a tünetek egyértelmű megjelenéséhez vezet.

## Kezelése
Bár jelenleg gyógyszeres kezelése nem létezik, Dr. David Brownstein leírja több páciens gyógyulását holisztikus kezelési terv után, mely finomítatlan sót, ásványi anyagokat, nyomelemeket és természetes hormonokat tartalmazott.